# Burkinisch-portugiesische Beziehungen
Die burkinisch-portugiesischen Beziehungen umfassen die bilateralen Beziehungen zwischen Burkina Faso und Portugal. Die Länder unterhalten direkte diplomatische Beziehungen.
Die Beziehungen zwischen Burkina Faso und Portugal gelten als weitgehend problemfrei, aber wenig intensiv. So stagniert ihr bilateraler Handel auf einem niedrigen Niveau, es bestehen keine bedeutenden gegenseitige Auswanderergemeinden, und historisch kreuzten sich ihre Wege bisher kaum. Auch politisch bestehen vergleichsweise wenig Verbindungen, neben der gemeinsamen Arbeit in den UNO-Organisationen ist hier vor allem die Zusammenarbeit zwischen der EU und Burkina Faso das bedeutendste Verbindungsglied.
Auf zivilgesellschaftlicher Ebene gibt es ein wenig mehr direkte Berührungspunkte. So gelten beide als filminteressierte Länder mit künstlerischer und unkommerzieller Filmtradition, und burkinisches Filmschaffen und das bedeutende Panafrikanische Filmfestival von Ouagadougou treffen auf das Interesse der portugiesischen Filmgemeinschaft. Zudem führten portugiesische Hilfsorganisationen wie die Assistência Médica Internacional (AMI) mehrfach Hilfsaktionen und Programme in Burkina Faso durch.
Im Jahr 2019 waren 30 Staatsbürger Burkina Fasos in Portugal gemeldet, 2017 waren keine Portugiesen konsularisch in Burkina Faso registriert.

## Geschichte
Mitte des 15. Jahrhunderts erforschten die portugiesischen Seefahrer João de Santarém und Pêro Escobar den Golf von Guinea. Diogo de Azambuja errichtete mit Erlaubnis der lokalen Herrscher 1482 mit dem Fort São Jorge da Mina in Elmina an der Goldküste, dem heutigen Ghana. die erste europäische Festung im Afrika südlich der Sahara. Die Macht der Statthalter von Elmina erstreckte sich danach auf alle Handelspunkte im Golf von Guinea, und sie trieben Handel mit lokalen Geschäftsleuten, deren Handelsrouten bis in das heutige Burkina Faso reichten, insbesondere im Elfenbein-, Gold- und Sklavenhandel. Hier gab es möglicherweise die ersten Kontakte zwischen dem heutigen Burkina Faso und Portugal. Bis ins 17. Jahrhundert unterhielt Portugal bedeutende regionale Handelskontakte, insbesondere über seine Statthaltereien São Jorge da Mina (Elmina) und São Tomé. Portugiesische Entdecker drangen vermutlich jedoch zu keinem Zeitpunkt selbst bis ins heutige Burkina Faso vor, das lange ohne ausländischen Einflüsse blieb. Als erster Europäer, dem persönlicher Kontakt mit den Bewohnern des heutigen Burkina Faso vor Ort nachgewiesen werden kann, gilt der deutsche Afrikaforscher Heinrich Barth im Jahr 1853.

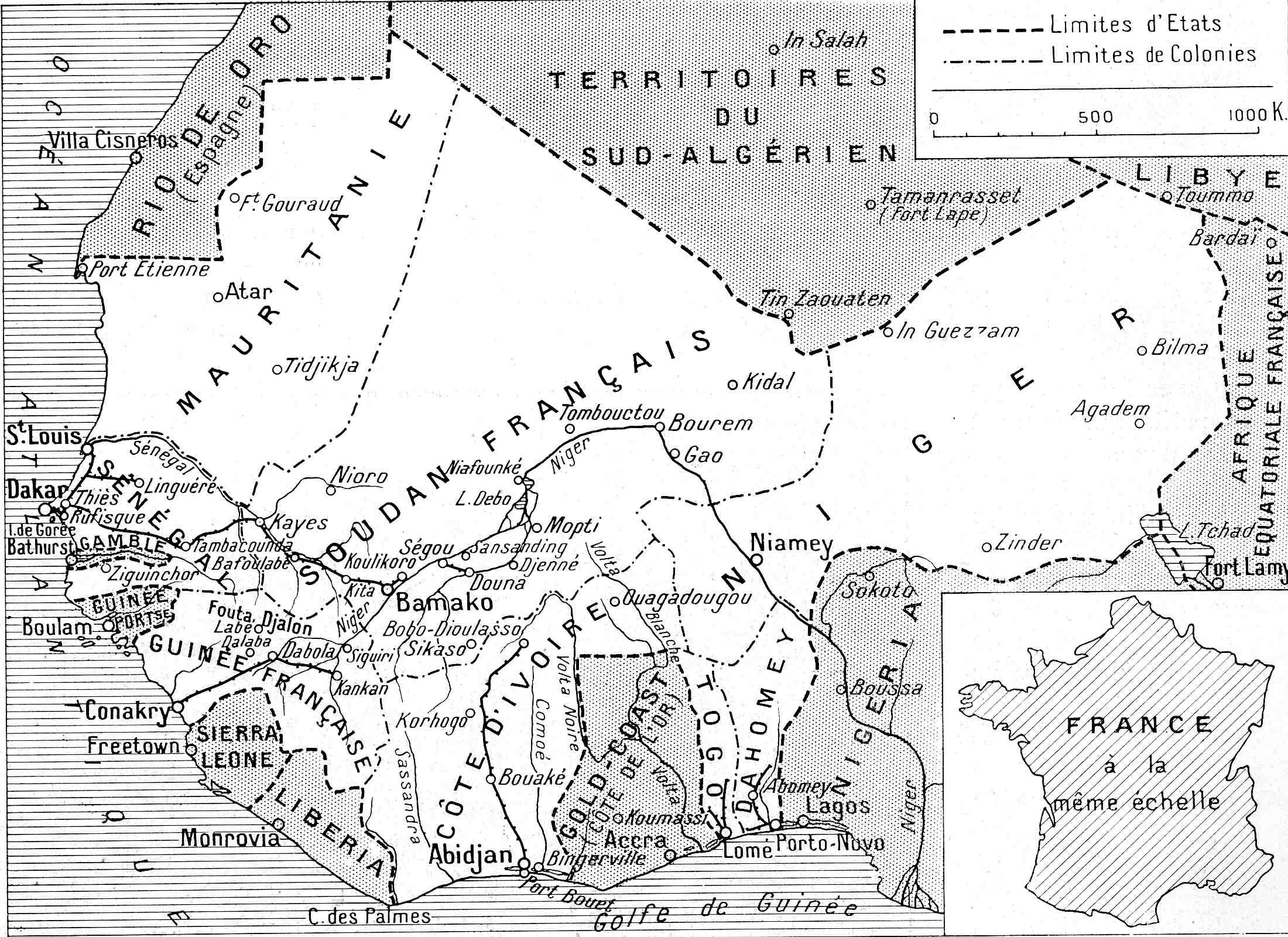
Karte Französisch-Westafrikas (1936): das heutige Burkina Faso war weitgehend frei von ausländischen Einflüssen geblieben, bis es ab Ende des 19. Jh. zunehmend unter französische Kontrolle kam

Burkina Faso wurde um 1900 Französische Kolonie, unter dem späteren Namen Obervolta, unter dem es 1960 auch unabhängig wurde. Zum kolonialen Estado Novo-Regime Portugals entstanden dabei keine Beziehungen, insbesondere nach dem Ausbruch der Portugiesischen Kolonialkriege in seinen afrikanischen Überseeprovinzen ab 1961.
Nach der linksgerichteten Nelkenrevolution 1974 beendete das nunmehr demokratische Portugal seine Kolonialkriege und stellte seine internationalen Beziehungen auf eine neue, partnerschaftliche Basis. Das inzwischen unter einer Militärherrschaft stehende, frankophone Obervolta hatte parallel mit inneren und äußeren Problemen zu kämpfen (u. a. Grenzkonflikt mit Mali, Putsch 1980), bis zur linksgerichteten Revolution 1983. Zu dem inzwischen westlich eingebundenen und vor seinem EWG-Beitritt (heute EU) stehenden Portugal ergab sich weiterhin keine besondere Annäherung. 1984 nannte sich Obervolta in Burkina Faso um.
Im Zuge seiner Demokratisierung ab 1991 näherte sich Burkina Faso nun auch Portugal etwas an. Erstmals akkreditierte sich ein Vertreter Portugals am 12. März 1992 in Burkina Faso. Gegenseitige Botschaften richteten sie danach nicht ein.
Die anhaltende innenpolitische Instabilität in Burkina Faso, gepaart mit den von Dschihadisten hervorgerufenen Unruhen im Norden des Landes und der anhaltenden wirtschaftlichen Entwicklungsschwäche, ließen danach nur eine sehr langsame Intensivierung der Beziehungen zu.
Im Januar 2016 starb ein Portugiese, der für ein französisches Transportunternehmen im Land war, bei einem Anschlag von Dschihadisten auf ein Hotel im Stadtzentrum der burkinischen Hauptstadt Ouagadougou. Ein weiterer, für die EU in Burkina Faso tätiger Portugiese  befand sich ebenfalls im Hotel, blieb aber unverletzt.
Nachdem Burkina Faso am 31. Mai 2018 im Zuge einer Rechtsreform die seit 1970 bereits nicht mehr verhängte Todesstrafe endgültig abgeschafft hatte, gratulierte die Regierung Portugals dem Land offiziell zu dem Schritt. Portugal gehörte Mitte des 19. Jahrhunderts zu den ersten Staaten, die die Todesstrafe abschafften, und setzt sich seitdem für deren Abschaffung in der Welt ein. Die portugiesische Regierung wünschte Burkina Faso in seiner Glückwunschnote, dass die Rechtsreform dem Land zu einem effizienteren, gerechteren und zugänglicheren Rechtswesen verhelfen werde.

## Diplomatie
Burkina Faso führt keine eigene Botschaft in Portugal, das Land wird vom burkinischen Botschafter in Paris betreut. Auch burkinische Konsulate sind in Portugal bisher nicht eingerichtet.
Portugal unterhält ebenfalls keine eigene Botschaft in Burkina Faso, das Land gehört zum Amtsbezirk des portugiesischen Botschafters im Senegal. Auch ein Konsulat hat Portugal aktuell nicht in Burkina Faso (Stand 2020).

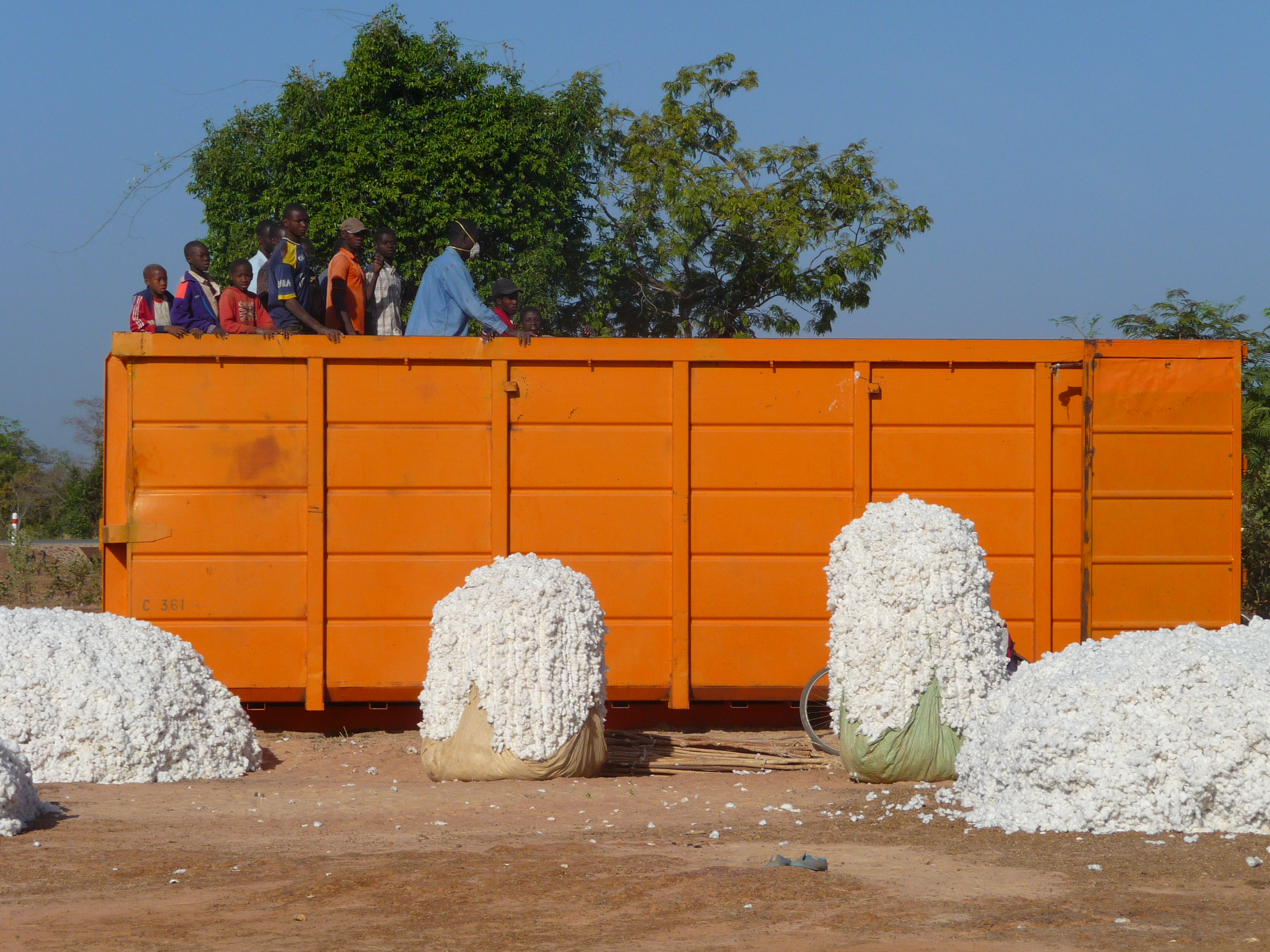
Verladen von Baumwolle in Burkina Faso: Rohbaumwolle ist das Hauptexportgut des Landes nach Portugal, von wo Metall und Papier- und Kartonwaren als wichtigste Handelswaren kommen.

## Wirtschaft
Das Handelsvolumen zwischen Burkina Faso und Portugal belief sich im Jahr 2017 auf 15,943 Mio. Euro (2016: 9,961 Mio.; 2015: 8,832 Mio.; 2014: 12,598 Mio.; 2013: 11,361 Mio.), mit einem traditionellen Handelsbilanzüberschuss zu Gunsten Portugals. 42 portugiesische Unternehmen waren dabei im Handel mit Burkina Faso tätig.
Dabei importierte Burkina Faso Waren im Wert von 14,540 Mio. Euro aus Portugal (2016: 8,211 Mio.; 2015: 6,674 Mio.; 2014: 7,478 Mio.; 2013: 8,038 Mio.), darunter 35,0 % Metalle, 23,6 % Maschinen und Geräte, 13,5 % Erze und Minerale, 12,7 % Papier und Zellulose, und 8 % Schuhe.
Portugal führte gleichzeitig aus Burkina Faso Waren im Wert von 1,403 Mio. Euro ein (2016: 1,750 Mio.; 2015: 2,158 Mio.; 2014: 5,120 Mio.; 2013: 3,323 Mio.), davon mit 99,7 % ganz überwiegend textile Materialien, hauptsächlich Baumwolle für die portugiesische Textilindustrie, daneben 0,3 % optische Geräte.
Damit stand Portugal im burkinischen Außenhandel an 78. Stelle als Abnehmer und an 48. Stelle als Lieferant, im portugiesischen Außenhandel rangierte Burkina Faso noch sehr viel niedriger.
Die portugiesische Außenhandelskammer AICEP unterhält keine Niederlassung in Burkina Faso, das Land wird vom AICEP-Büro in der senegalesischen Hauptstadt Dakar betreut.

## Kultur
Mangels gegenseitiger Vertretungen gibt es auch nur wenig gegenseitige Ausstellungen oder Veranstaltungen, die von den jeweiligen Botschaften üblicherweise initiiert oder gefördert werden. Auch das portugiesische Kulturinstitut Instituto Camões ist nicht in Burkina Faso tätig.
Im Juni 2018 gastierte der burkinische Choreograf Salia Sanou (* 1969 in Léguéma, Département Bobo-Dioulasso) im Teatro Rivoli in Porto mit seinem Stück „Du Désir d’Horizons“, inspiriert von seiner zeitweisen Arbeit mit Geflüchteten in afrikanischen Flüchtlingslagern.
Musiker aus Burkina Faso sind gelegentlich in Portugal zu Gast, insbesondere beim FMM Festival das Musicas do Mundo, dem wichtigsten Weltmusikfestival des Landes, das jährlich im Juli in Sines und im nahen Porto Covo stattfindet. Zu Gast waren u. a. bereits Victor Démé (2009), die belgisch-burkinische Band Zita Swoon Group (2012), und die burkinisch-malische Gruppe Debademba.

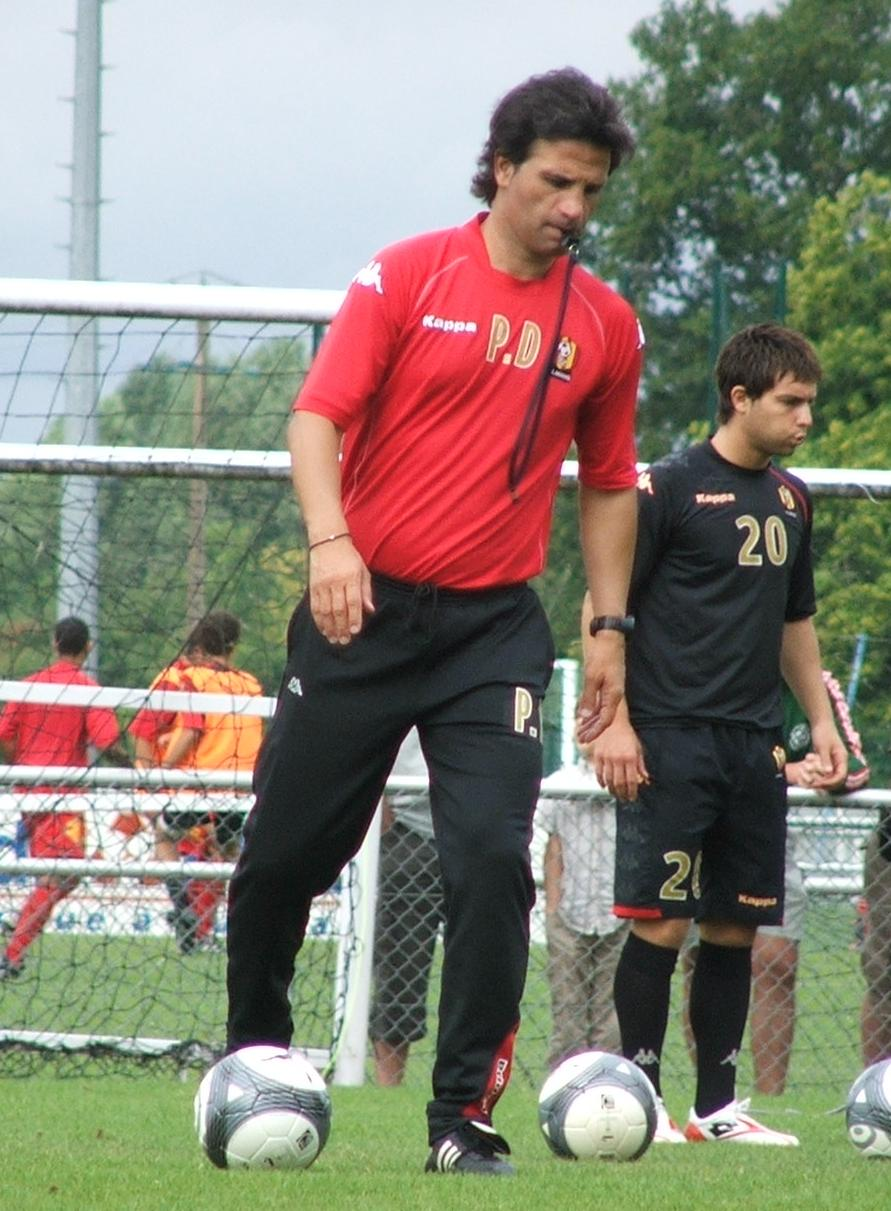
Der Portugiese Paulo Duarte war von 2008 bis 2012 und von 2016 bis 2019 Nationaltrainer in Burkina Faso

## Sport
Die Burkinische Fußballnationalmannschaft und die Portugiesische Fußballauswahl der Männer sind bisher noch nicht aufeinander getroffen, auch die Burkinische und die Portugiesische Frauenelf haben bislang noch nicht gegeneinander gespielt (Stand 2020).
Der Portugiese Paulo Duarte war bereits zweimal Nationaltrainer Burkina Fasos. Unter ihm qualifizierte sich das Team für den Afrika-Cup 2010 im portugiesischsprachigen Angola und verpasste nur knapp die Qualifikation zur WM 2010.
Burkinische Fußballspieler laufen häufig auch für portugiesische Klubs auf, darunter Nationalspieler wie Bakary Saré, Issouf Ouattara, Abdoul Aziz Nikiéma, Edmond Tapsoba, Narcisse Yaméogo, Mohamed Sydney Sylla oder auch Madi Panandétiguiri und Mamadou Tall, die zusammen von 2009 bis 2011 bei União Leiria spielten. Nationalspieler Stéphane Agbré begann seine Karriere in Portugal als Jugendspieler beim FC Porto und spielte danach bei mehreren portugiesischen Klubs. Nationaltorwart Hervé Koffi hütete 2019/20 das Tor bei Belenenses.